# Mixacarus murcioides
Mixacarus murcioides är en kvalsterart som först beskrevs av Berlese 1896.  Mixacarus murcioides ingår i släktet Mixacarus och familjen Lohmanniidae. Inga underarter finns listade i Catalogue of Life.